# 谢尔戈·奥尔忠尼启则
格里戈里·康斯坦丁诺维奇·奥尔忠尼启则（羅馬化：Grigol Konstantines dze Orjonikidze，羅馬化：Grigoriy Konstantinovich Ordzhonikidze；1886年10月24日—1937年2月18日），昵称谢尔戈（სერგო；，羅馬化：Sergo），格鲁吉亚革命家，斯大林的亲信之一。在苏共政治局，他与斯大林、米高扬被称为“高加索小集团”，尽管这是个带玩笑性质的称谓。

## 早年生涯
奥尔忠尼启则出生在格鲁吉亚西部的哈拉加烏利的一个村庄，1903年17岁的时候开始热衷政治，在他毕业于第比利斯的米哈伊洛夫医院医学校后就因为武器交易而被捕，1907年他在巴库活动，并与斯大林等人一起共事，其后，他依布尔什维克党的指派，前往伊朗参与了波斯宪政革命，并在德黑兰活动了一年多。他因为社会民主党的身份被捕，被驱逐到西伯利亚。但3年之后又逃了回来，1911年夏季，奉列宁指示，他和斯大林一起回到圣彼得堡。1912年1月在奥匈帝国布拉格秘密召开的俄国社会民主工党第六届全俄会议上当选为中央委员、俄罗斯中央局成员。1912年4月14日被捕，判罚去雅库茨克服3年苦役，他在流放地做医生。苦役期满后回到圣彼得堡。十月革命前，是社会民主党（布尔什维克）彼得格勒市委成员、彼得格勒苏维埃执委，积极参加了十月革命。
十月革命后，奥尔忠尼启则成为乌克兰与高加索地区的红军政委，1921年，他领导了布尔什维克对格鲁吉亚民主共和国的进攻并建立了格鲁吉亚社会主义共和国，之后，他努力削减格鲁吉亚的自治权力，并在1922年的格鲁吉亚事件中成为一个十分关键的角色。1922年2月起为外高加索共产党书记。1926年9月至11月任北高加索边疆区委书记。1926年11月至1930年任中央监察委员会主席。1930年至1932年任最高国民经济会议主席。

## 高峰突坠

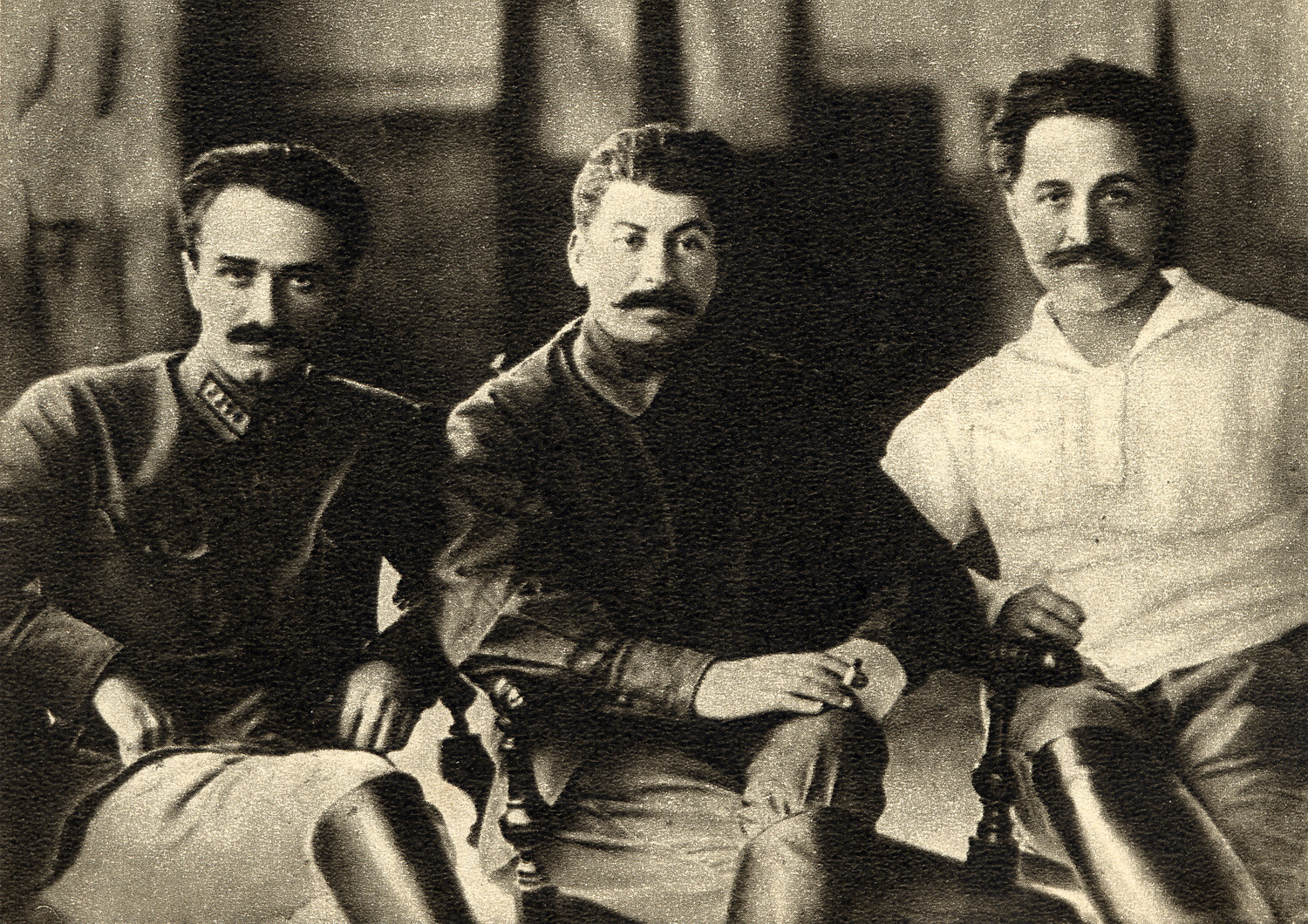
奥尔忠尼启则，斯大林和米高扬的合影，摄于1925年

1921年至1927年，1934年至1937年为苏共（布）中央委员。
在布哈林的漫画中，奥尔忠尼启则被描绘成一个年少的俄国卫兵。1926年，斯大林完全掌权后，奥成为政治局委员，然而到了1936年，斯大林开始怀疑奥尔忠尼启则对其的忠诚，特别是当他发现奥尔忠尼启则开始利用其影响力保护一些被苏联秘密警察和内务人民委员会调查的人物，同时，有传言奥尔忠尼启则准备在4月的中央全会上作公开抨击斯大林的发言。2月18日，奥尔忠尼启则在与斯大林激烈争吵后用剃刀自杀。依据赫鲁晓夫的回忆录，奥尔忠尼启则曾经向阿纳斯塔斯·米高扬吐露，他再没办法应对党内同志无端和武断的谋杀。
在他身后，苏联有几个城镇以其的名字命名，比如弗拉季高加索。